# ترامواي سيدي بلعباس
سيـدي بلعـباس هي ثاني مدينـة في غـرب الجـزائر تستقـبل الترامواي.
 ترامواي سيدي بلعـباس الذي وضع حيز التشغـيل التجاري يوم 25 جويلية 2017، من طرف السيد وزير الأشغـال العمومـية والنقل، عبد الغني زعلان، يُضفي تغييرا  على المدينة لتكتسي وجها جديدا نظرا للتهيئة الحضرية المُنجزة في إطار هذا المشروع
الترامواي نمط نقل إيكولوجي وعصري يضمن الدقة، الأمن والرفاهية لمستعمليه.
 يمتد خط ترامواي سيدي بلعباس على مسافة 14.26 كم و22 محطة